# Thomas Maclear
Pour les articles homonymes, voir Maclear.
Sir Thomas Maclear (17 mars 1794 – 14 juillet 1879) est un astronome sud-africain d'origine irlandaise qui est devenu astronome du roi du Royaume-Uni au cap de Bonne-Espérance.

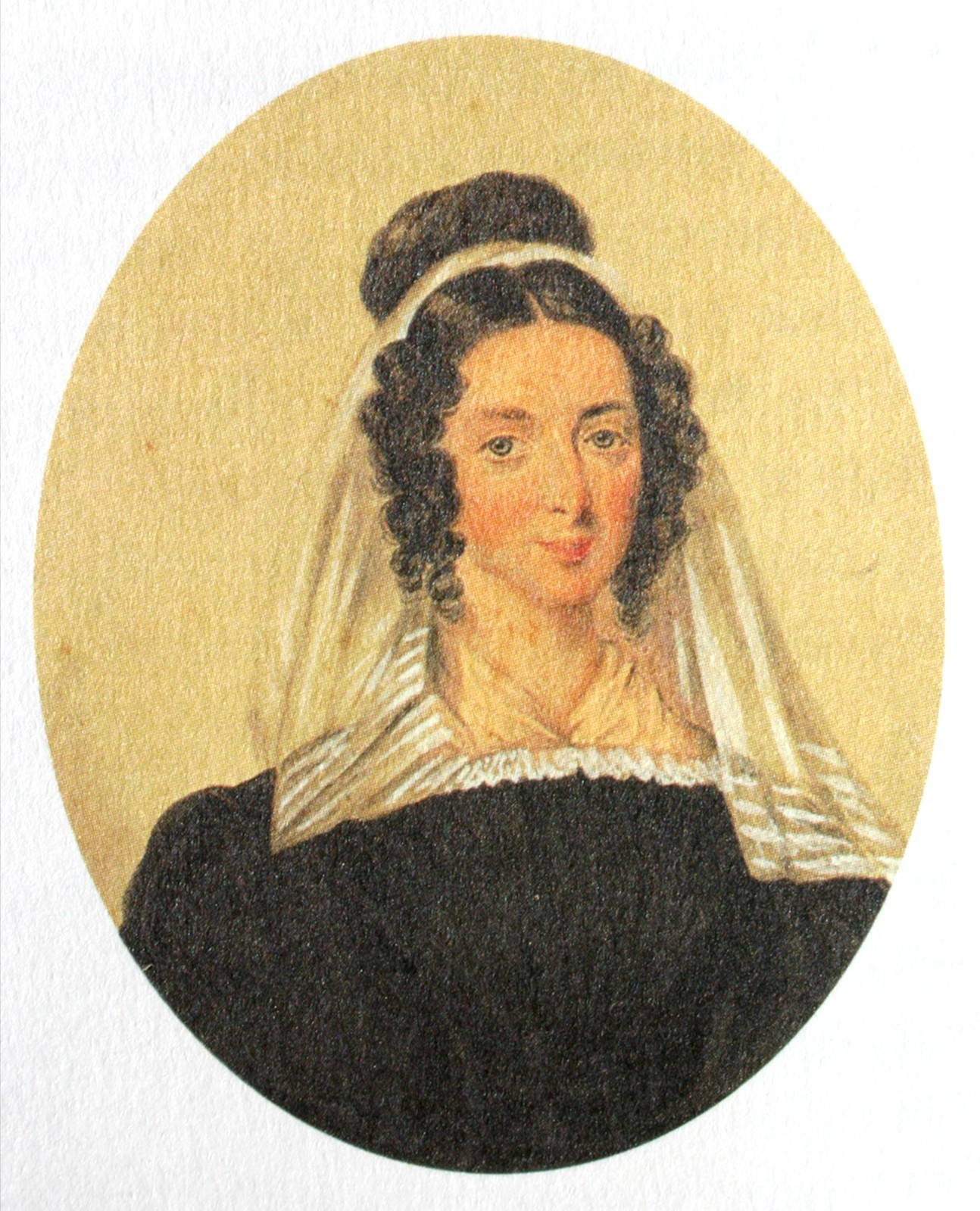
Mary Maclear.

## Biographie
Il est né à Newtownstewart, dans le comté de Tyrone, en Irlande, et est le fils aîné du révérend James Maclear et de Mary Magrath En 1808, il est envoyé en Angleterre pour suivre une formation dans le domaine médical. Après avoir passé ses examens, en 1815, il est admis au Royal College of Surgeons of England. Il travaille ensuite comme chirurgien à l'infirmerie de Bedford.
En 1823, il s'associe avec son oncle à Biggleswade (Bedfordshire). Deux ans plus tard, en 1825, il se marie avec Mary Pearse, fille de Theed Pearse, greffier de la paix du comté de Bedford.
Maclear a un intérêt marqué pour l'astronomie amateur et entame une longue association avec la Royal Astronomical Society, dont il deviendrait fellow. En 1833, lorsque le poste devient vacant, il est nommé astronome de Sa Majesté au cap de Bonne-Espérance et y arrive à bord du Tam O'Shanter, avec son épouse et ses cinq filles, pour prendre ses nouvelles fonctions en 1834. Il travaille avec John Herschel jusqu'en 1838, effectuant un recensement du ciel de l'hémisphère sud et continue à effectuer d'importantes observations astronomiques pendant plusieurs décennies. Les Maclear et les Herschel ont noué une étroite amitié, les épouses étant unies par les occupations inhabituelles de leurs maris et par le fait d'élever une grande famille. Mary Maclear, comme Margaret Herschel, était d'une beauté remarquable et dotée d'une intelligente remarquable ; elle souffrait toutefois d'une surdité extrême.

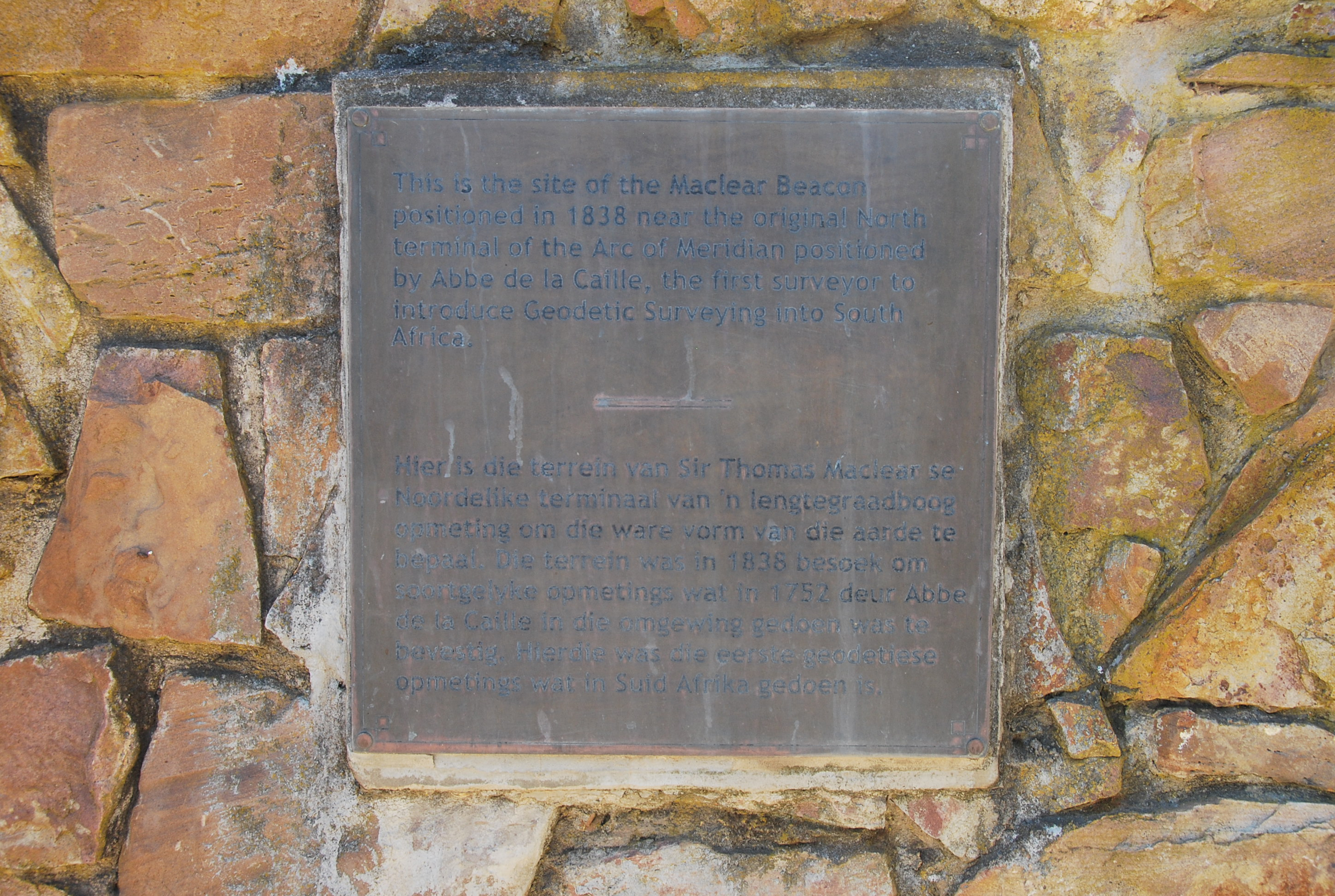
Monument à l'abbé de la Caille et Thomas Maclear, à Aurora, Western Cape, Afrique du Sud. La partie anglaise de l’inscription se traduit comme suit : « Ici est le site de la balise Maclear, érigée en 1838 près du terminal nord original de l’Arc de Méridien placé par l’abbé de la Caille, le premier arpenteur à avoir introduit la géodésie en Afrique du Sud. »

En 1750, l'abbé Nicolas Louis de Lacaille avait mesuré un arc méridien de triangulation au nord du Cap pour déterminer la figure de la Terre et avait constaté que la courbure de la Terre était moins profonde sous les latitudes sud que sous les latitudes nord correspondantes. Sir George Everest visite le Cap en 1820 et visite le site des mesures de La Caille. D'après son expérience dans l'Himalaya, il pense que la présence de montagnes massives au Cap aurait pu fausser les mesures de Lacaille. Entre 1841 et 1848, Maclear serait occupé à effectuer des relevés géodésiques dans le but de recalculer les dimensions et la forme de la Terre. Il fait installer un poste de triangulation (qui porte aujourd'hui son nom) au sommet de la montagne de la Table ; il a servi à la vérification des calculs de Lacaille.
Il est devenu un ami proche de David Livingstone et ils partagent un intérêt commun pour l'exploration de l'Afrique. Il a réalisé de nombreuses autres activités scientifiques, notamment la collecte de données météorologiques, magnétiques et des marées.
En 1861, sa femme meurt. Deux ans plus tard, il reçoit une pension, mais ne se retire de l'observatoire qu'en 1870. Il vit ensuite à Grey Villa à Mowbray. En 1876, il perd la vue et il meurt trois ans plus tard au Cap, en Afrique du Sud. Il est enterré aux côtés de son épouse dans l'enceinte de l'Observatoire royal.

## Publications

### En traduction française
- Description du phare du Cap des Aiguilles et de la côte qui l'avoisine : instructions nautiques, trad. Benoît Darondeau, Paris, P. Dupont, 1849 (OCLC 949371265)

### En ligne
- Verification and extension of La Caille's arc of meridian at the Cape of Good Hope, 1866 : vol. 1 ; vol. 2

### Listes de publications
- Liste de worldcat.org

## Récompenses et honneurs

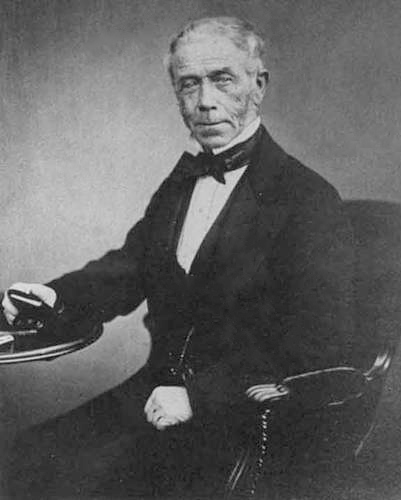
Sir Thomas, à la réception de son titre de chevalier, 1860.

- Fait chevalier en 1860 pour ses réalisations en tant qu'astronome
- Prix Lalande (1866)
- Médaille royale de la Royal Society (1869), pour sa mesure d'un arc du méridien dans les années 1840.
- Lieux nommés en son honneur :
  - le cratère lunaire Maclear ;
  - Maclear's Beacon (en) (« Balise de Maclear »), au sommet de la montagne de la Table, au Cap (Afrique du Sud) ;
  - la ville de Maclear, dans la province du Cap-Oriental (Afrique du Sud)[5] ;
  - Cape Maclear, une ville du Malawi, ainsi nommée par son ami David Livingstone.
- Depuis le 5 février 2024, l'astéroïde (20992) Marypearse est nommé en l'honneur de son épouse, Mary Pearse[6].